# Epacromiacris javana
Epacromiacris javana är en insektsart som först beskrevs av Willemse, C. 1933.  Epacromiacris javana ingår i släktet Epacromiacris och familjen gräshoppor. Inga underarter finns listade i Catalogue of Life.